# Grupo Editorial Record
Grupo Editorial Record este un conglomerat de edituri achiziționate de Editora Record, care cuprinde, pe lângă editura de bază, multe alte edituri. Este cel mai mare conglomerat editorial din America Latină și este lider în segmentul nedidactic. A început să funcționeze în 1940, când Editora Record a fost fondată de Alfredo Machado și Décio Abreu ca distribuitoare a benzilor desenate și furnizor de servicii editoriale. A fost primul distribuitor de benzi desenate care a fost fondat în Brazilia.

## Prezentare generală
Grupo Editorial Record deține în prezent mai multe mărci editoriale diferite - Editora Record, Bertrand Brasil, José Olympio, Civilização Brasileira, Rosa dos Tempos, Nova Era, Difel, Best Seller, Edições BestBolso, Galera Record & Galerinha Record, Harlequin (joint venture), Best Business, Verus Editora, Paz e Terra.
Editura deține un sistem poligrafic Cameron, un dispozitiv de tipărire de ultimă generație, care produce până la 100 de cărți de 200 de pagini pe minut. Catalogul actual al grupului are peste 6.000 de titluri și conține peste 4.000 de autori naționali și străini.
Printre autorii pe care grupul editorial îi publică în prezent se numără 22 de câștigători ai Premiului Nobel, printre care Gabriel García Márquez, Herman Hesse, Albert Camus, Pablo Neruda, Ernest Hemingway, John Steinbeck, Camilo José Cela, William Faulkner, Rudyard Kipling, Naghib Mahfuz, Eugenio Montale și Günther Grass, precum și poeți și prozatori brazilieni cunoscuți. Editura este responsabilă, de asemenea, cu publicarea unor autori precum Meg Cabot, Sophie Kinsella, L.J. Smith (Lisa Jane Smith) și diferiți alți autori care ies în evidență în țările lor de origine.
Editora Record nu are nicio legătură cu postul de televiziune brazilian RecordTV.

## Istoric
Grupo Editorial Record are la bază compania Editora Record (numită apoi Distribuidora Record de Serviços de Imprensa), care a fost fondată în 1940 de Alfredo Machado și Décio de Abreu ca un distribuitor de benzi desenate și un furnizor de servicii editoriale. În anii 1960 Record a început să publice cărți pe cont propriu, în principal traduceri ale cărților americane.
Record a publicat mai multe reviste de benzi desenate, printre care se numără revistele cu personaje create de colectivul Bonics Comics: Zagor, un aventurier creat de italienii Guido Nolitta și Gallieno Ferri, precum și personajele Dylan Dog, Martin Mystère, Mister No, Nick Raider și Judas. Editura a reeditat parțial serialul western „A história do Oeste” (apărut în revista Epopéia a editurii EBAL).
Editora Rosa dos Tempos a fost fondată în 1990 de scriitoarea Rose Marie Muraro și de actrița Ruth Escobar, fiind dedicată operelor literare scrise de femei și subiectelor de interes pentru femei. Proiectul a fost dezvoltat cu sprijinul jurnalistei Laura Civita, al sociologului Neuma Aguiar și al fondatorului și editorului grupului Record Alfredo Machado.
În 1991 a fost fondată Editora Nova Era, cu titluri diverse în domeniile calității vieții, dezvoltării personale, astrologiei, ezoterismului, spiritualității, religiei, terapiei holistice și gândirii filozofice.
În 1996 a fost încorporat în grup compania Bertrand Brasil, creată inițial pentru a fi importatoare și distribuitoare de cărți franceze și portugheze și care a început să practice activitatea editorială în 1953, cu cartea Dom Camilo e seu pequeno mundo a lui Giovanni Guareschi, al cărei succes a determinat-o să lanseze alți scriitori. Operele e referință, eseurile în domeniul științelor umaniste și biografii ale marilor personalități alcătuiesc catalogul editurii Difel, care a fost fondată în 1999 și a fost inclusă în Grupo Record. În 1951 a fost creată compania Difusão Européia do Livro, cu capital elvețian și portughez, al cărui acronim Difel a fost folosit ulterior de Difusão Editorial S. A., care este astăzi o marcă a Editora Record.
În 2000 a fost încorporată în Grupo Record editura Civilização Brasileira, fondată în 1932, dar care a rămas fidelă specializării sale originale: combinarea tradiției și a gândirii critice, editarea lucrărilor autorilor clasici ai economiei și sociologiei precum Karl Marx și Antonio Gramsci, și ai literaturii universale și braziliene ca James Joyce, Oscar Wilde, Paulo Mendes Campos și Lúcio Cardoso.
În 2001 Livraria José Olympio Editora, care funcționa din 1931 și a fost întotdeauna un reper în istoria editorială braziliană, s-a alăturat grupului Record.
În 2004 Editora Best Seller, fondată în 1986 și specializată în mod tradițional în publicarea cărților de finanțe, dezvoltare personală, afaceri, leadership, marketing, stil de viață, sănătate, relații, modă și educație, a fost încorporată în Grupo Editorial Record. 
În 2007 a fost creată Galerinha Record, destinată copiilor, și Galera Record, pentru publicul cititor cu vârsta cuprinsă între 12 și 20 de ani.
De asemenea, face parte din Grupo Record și Edições BestBolso, cu peste 70 de titluri, disponibile în format de buzunar și la prețuri accesibile, ale unor scriitori aflați deja în catalogul Grupului, precum Carlos Drummond de Andrade, Rubem Braga, Fernando Sabino, Umberto Eco, Anne Frank, Isabel Allende, Albert Camus, John Steinbeck. Aceste cărți sunt distribuite în librării, supermarketuri și standuri de ziare, într-o inițiativă de democratizare a lecturii.
Marca editorială Best Business publică cărți de top în domeniul afacerilor și economiei.
Actualul președinte este Sonia Machado Jardim, sora lui Sergio Machado (1948-2016). Machado a preluat conducerea editurii în 1991 și a administrat-o timp de 25 de ani.

## Legături externe
- Site web oficial